# 弗里乔伊·费伦茨
弗利克賽·費倫茨（匈牙利語：Fricsay Ferenc，匈牙利語發音：[ˈfɛrɛnt͡s ˈfrit͡ʃɒi]；1914年8月9日—1963年2月20日），奥地利籍匈牙利裔指挥家。活跃在匈牙利、奥地利和德国。

## 生平
弗里乔伊出生于匈牙利首都布达佩斯，在布达佩斯音乐学院学习，之后在军队里面当乐长，后来还在赛格当乐队长。 后来他以乐队长和指挥的身份前往布达佩斯和维也纳国家歌剧院。
弗里乔伊成名于1947年，在当年的萨尔斯堡音乐节上代替奥托·克伦佩勒指挥《丹东之死》。 1949年弗里乔伊成为柏林市立歌剧院首席指挥。但他很快就离开了，转而到了柏林美占区电台交响乐团（柏林RIAS广播交响乐团）上任，直至1954年。
1956年到1959年他成为巴伐利亞國立歌劇院音乐总指导，从1961年起同时担任柏林广播交响乐团首席指挥和柏林德意志歌剧院艺术总监。

## 作品節錄
弗里乔伊是指挥界第一位「媒体明星」，很早便涉足广播和唱片录制。1949年他为德意志留声机录制第一张LP唱片，曲目是柴科夫斯基的交响曲，而且是立体声录音的先驱人物。
虽然他早逝，但他为后世留下了超过200部经典作品，并且从1948年起，将美国占领区广播电台交响乐团（柏林RIAS广播交响乐团）提升到可与柏林爱乐乐团并立的地位。試列舉弗氏的錄音如下：
- 貝多芬第9號交響曲，《埃格蒙》序曲，柏林愛樂樂團等，Deutsche Grammophon
- Anda Géza. Schneiderhan, Wolfgang. Fournier, Pierre. Starker János. . Deutsche Grammophon. Barcode 028942993426.
- 巴托克三首钢琴协奏曲，與安達·蓋扎，Deutsche Grammophon

## 个人生活
弗里乔伊有两个儿子，一个女儿，其中有剧院导演安德拉斯·弗里乔伊，他曾导演彼得·马斐的音乐剧《塔把鲁加》。